# La Semaine sainte (livre)
La Semaine sainte est un roman de Louis Aragon, paru en 1958 dans la collection « Blanche » des éditions Gallimard.

## Argument
La Semaine sainte relate la semaine du 19 au 26 mars 1815 : alors que Napoléon, évadé de l'île d'Elbe, a débarqué au Golfe Juan et remonte vers Paris pour reprendre le pouvoir (épisode dit des Cent jours), le roi Louis XVIII et l'ensemble de sa Maison décident de fuir Paris. Le roman accompagne le roi, son entourage et son armée jusqu'à Béthune, où le souverain décide de gagner la Belgique. Il s'attache à des personnages historiques réels très nombreux, en particulier des maréchaux d'Empire ralliés depuis 1814 aux Bourbons, mais un personnage d'artiste apparaît central : le peintre Théodore Géricault qui a renoncé à son art pour s'engager dans la carrière militaire et qui accompagne le roi Louis XVIII dans sa fuite.
Pris dans les difficultés d'un présent indéchiffrable, Géricault et plusieurs autres personnages se posent une question politique et humaine : est-il légitime de quitter le territoire national par fidélité au Roi ? À qui convient-il d'être fidèle ?

## Contexte
La Semaine sainte amorce le troisième temps de l'œuvre romanesque d'Aragon, après les débuts surréalistes et le cycle réaliste socialiste du Monde réel : « on y lit à la fois les réminiscences des romans précédents – La Défense de l’infini, Aurélien, Les Communistes, en particulier – et l’annonce des romans à venir, avec par exemple la quête de l’identité comme dans La Mise à mort, la question du nous comme dans Blanche ou l’oubli, la tragédie du vieillissement et le thème du théâtre, comme dans Théâtre/Roman ». Elle effectue un passage vers cette ultime esthétique, qualifiée de métaromanesque.
L'ouvrage est souvent dit historique, mais l'auteur lui-même dit à son propos que « La Semaine sainte n'est pas un roman historique, c'est un roman tout court. Tous mes romans sont historiques, bien qu'ils ne soient pas en costume. La Semaine sainte, contrairement à l'apparence, est moins un roman historique. La part de l'imagination y est plus grande que dans Les Communistes, par exemple, où ma documentation était de première main. »

## Un roman sur l'engagement personnel
Ce roman, à la fois très riche de détails historiques précis, et en même temps invention romanesque décrit une période de l'Histoire où l'indécision est forte : Napoléon va-t-il se réinstaller durablement, Louis XVIII être chassé pour toujours ? Les personnages du roman ne le savent pas mais l'auteur, lui, le sait et c'est en résonance avec une époque de sa vie où tout ce à quoi il croit, le communisme, semble s'écrouler (après les révélations en 1956 du XXe congrès du Parti communiste de l'Union soviétique).
Dans ce roman, les personnages sont peints avec humanité, avec toute leur complexité, Théodore Géricault en premier lieu, mais aussi le maréchal Berthier qui se défenestre à Bamberg (Franconie allemande) ou le duc de Richelieu qui négocie durement au Congrès de Vienne, ou encore le duc d'Anzin, fondateur des premières mines dans le Nord, aristocrate et participant des prémices de la révolution industrielle impulsée par la bourgeoisie. On trouve également, lors d'une réunion secrète dans la vallée de la Somme, des anciens Conventionnels s'interrogeant sur le parti à prendre dans la situation créée par le retour de Napoléon. C'est donc aussi un roman à résonance politique même s'il ne parle plus aussi directement du XXe siècle comme dans ses romans précédents ; il y a cependant des incursions dans ce siècle puisque l'auteur relate aussi comment sa conscience politique s'est développée pendant l'occupation de la Sarre en 1919, en particulier pendant une grève de mineurs allemands à Völklingen ; il souligne en même temps comment, de façon singulière à chaque être humain, que ce soit Louis Aragon, Théodore Géricault ou quiconque, peut se mettre en résonance la vie propre de chacun et la grande Histoire pour conduire à un engagement politique, mais aussi éventuellement à un engagement artistique.

## Réception
La Semaine sainte est, de l'avis général des commentateurs,, le roman le mieux reçu par la critique et le public du vivant d'Aragon.
À sa sortie, l'académicien et critique littéraire Émile Henriot en livre une recension élogieuse dans Le Monde, où il loue un « vrai chef-d'œuvre, par la force, le jet, la vitalité, la dimension supérieure (...) qui eût fait un prix Goncourt époustouflant », une démonstration de « littérature pure ; imagination à foison, poésie, style à toute bride, amusement communicatif d'écrire, chez un auteur qui, sachant les choses, les remet à plein dans la vie », en somme, « un grand livre, bouillant, bouillonnant ».